# Staritsa
Staritsa (en russe : Старица) est une ville de l'oblast de Tver, en Russie, et le centre administratif du raïon de Staritsa. Sa population s'élevait à 8 265 habitants en 2014. Elle est fameuse par son monastère de l'Assomption.

## Géographie
Staritsa est arrosée par la Volga et se trouve à 73 km au sud-ouest de Tver et à 186 km au nord-ouest de Moscou.

## Histoire
La ville est fondée en 1297 sous le nom de Gorodok (Городо́к, littéralement « Petite ville »). En 1365, elle est transférée de la rive droite de la Volga à la rive gauche, moins élevée, prenant le nom de Novy Gorodok (Но́вый Городо́к, littéralement « Nouvelle petite ville »).
Depuis le XVe siècle, la ville s'appelle Staritsa, signifiant en russe « ancien lit de la rivière ». Ce nom a été mal interprété par les héraldistes, qui représentèrent sur les armoiries de Staritsa l'image d'une nonne âgée, autre sens du mot staritsa. En 1485, la ville passe sous la domination de la Moscovie comme toute la Principauté de Tver. La ville entre dans un âge d'or.
Au XVe siècle, la principauté de Staritsa est dirigée par Andreï, fils d'Ivan III, puis Vladimir, fils d'Andreï. Ivan le Terrible n'a pas d'enfants, mais Vladimir est considéré par les boyards comme son unique héritier. Le tsar soupçonne Vladimir de comploter contre lui et il l'oblige à s'empoisonner ainsi que ses enfants. La prospérité de Staritsa pendant le règne de Vladimir s'exprime dans l'abbaye de l'Assomption. En 1775, Staritsa devient un centre d'ouïezd.
Pendant la Seconde Guerre mondiale, la ville est occupée par l'Allemagne nazie d'octobre 1941 à janvier 1942.

## Galerie
|  |  |

## Population
Recensements (*) ou estimations de la population
| 1825  | 1840  | 1856  | 1897* | 1910  | 1917  |
| ----- | ----- | ----- | ----- | ----- | ----- |
| 2 593 | 3 082 | 3 444 | 6 368 | 6 554 | 4 492 |

| 1920  | 1923  | 1926* | 1939* | 1959* | 1970* |
| ----- | ----- | ----- | ----- | ----- | ----- |
| 4 014 | 4 300 | 3 370 | 4 500 | 4 905 | 6 244 |

| 1979* | 1989* | 2002* | 2010* | 2013  | 2014  |
| ----- | ----- | ----- | ----- | ----- | ----- |
| 7 518 | 9 120 | 9 125 | 8 607 | 8 367 | 8 265 |

## Transports
Elle est reliée à Rjev et à Tver par la route fédérale R132.